# Taszilin-Ádzser
A Taszilin-Ádzser, Tasszili n’Addzser vagy n’Addzser-fennsík (arabul: طاسيلي ناجّر, „A folyók fennsíkja”) hegyvonulat a Szahara algériai részén, amely mintegy 500 km hosszan nyúlik el (é. sz. 26° 20′, k. h. 5° 00′26.333333°N 5.000000°E-től é. sz. 24° 00′, k. h. 10° 00′24.000000°N 10.000000°E-ig). 
A területet nemzeti parknak és bioszféra-rezervátumnak nyilvánították és 1982-ben felvették az UNESCO világörökség listájába.

## Etimológia

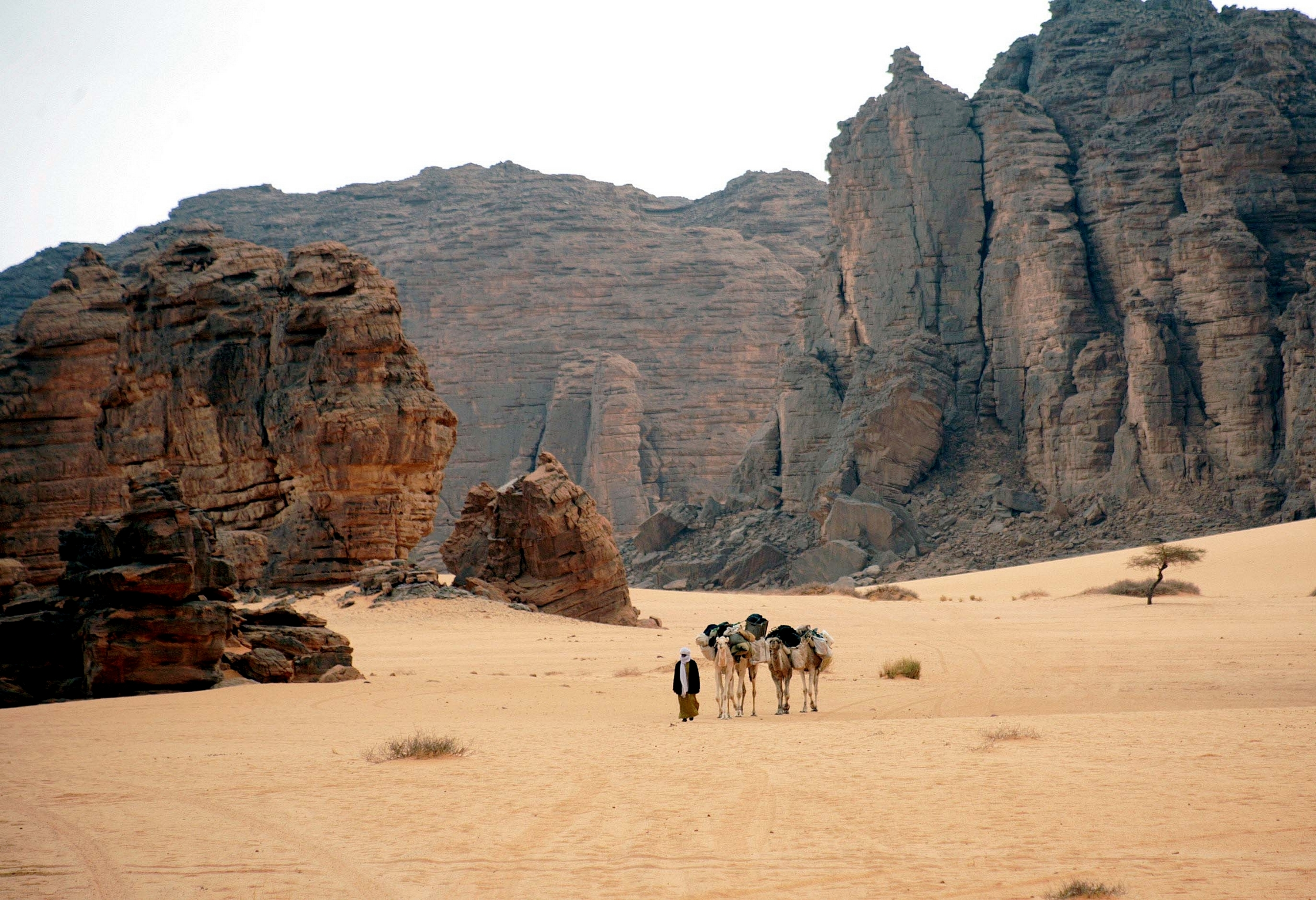
A hegység egy képe

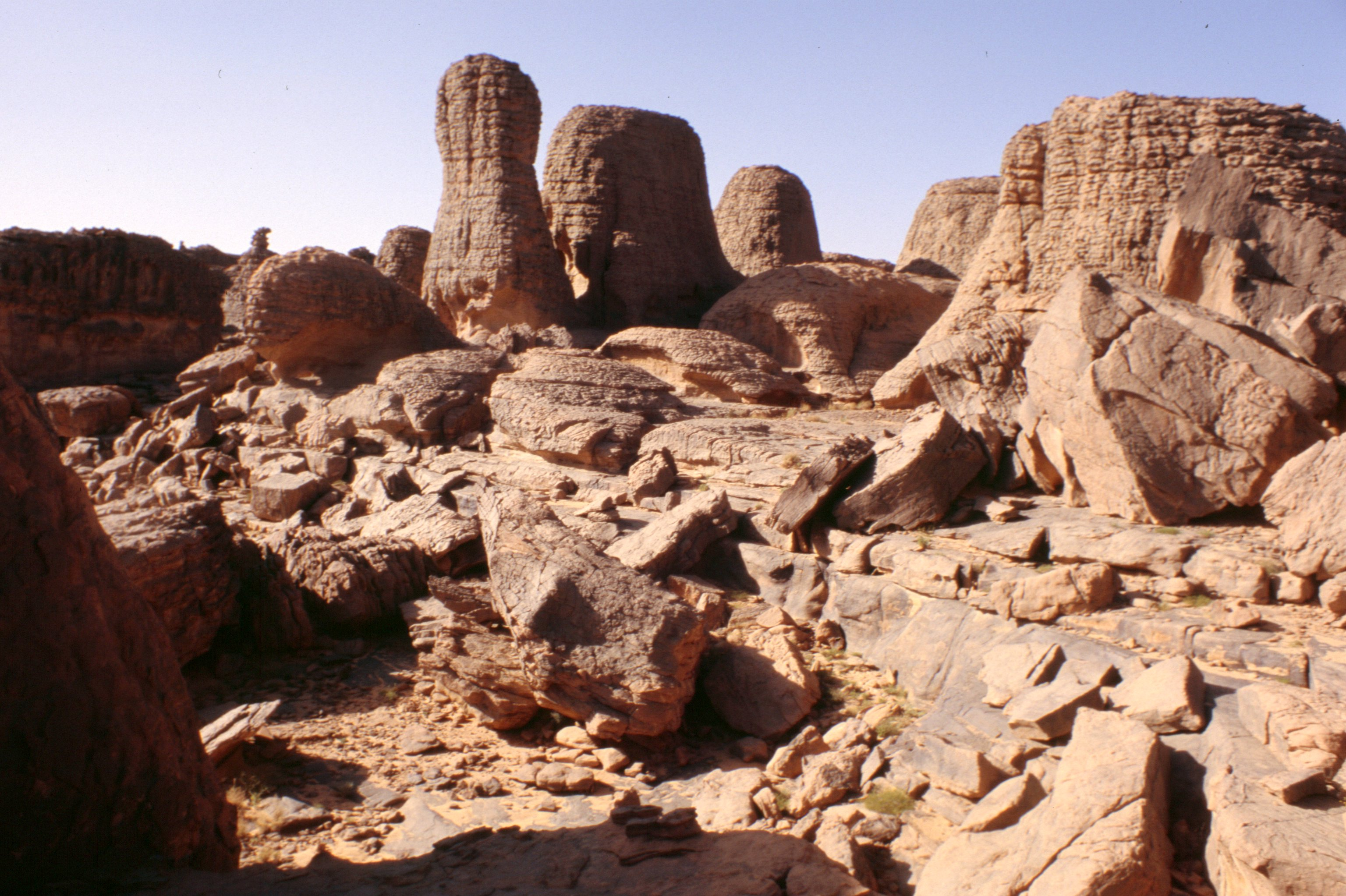
Sziklaformák a hegységben

A Taszilin-Ádzser szó szerinti fordításaː a „folyók fennsíkja”.

## Földrajz
A hatalmas fennsík területe kb. 72 000 km².
Legmagasabb pontja a 2158 m magas Afao é. sz. 25° 10′, k. h. 8° 11′25.166667°N 8.183333°E az algériai Dzsebel-Adrar hegységben.
A hegység legfőbb anyaga a homokkő, amelynek eróziója különös formákat hozott létre. 
A magasságnak és a kőzet víztartó-képességének köszönhetően a növényzet gazdagabb, mint a környező sivatagban. A ritkás erdőben olyan veszélyeztetett endémikus fajok is találhatóak, mint a szaharai ciprus és a szaharai mirtusz.[forrás?]

## A sziklarajzok
A hegység különlegességét a ritka növényfajok mellett a világörökség listájára szintén felkerült világhírű sziklarajzok adják, amelyek abban az időszakban születtek, amikor az éghajlat még nedvesebb volt és a mai sivatag helyén szavanna terült el.
Több mint 15 ezer rajz örökíti meg a Szahara peremén zajló éghajlati változásokat, az állatok vándorlását és az emberi életet Kr. e. 6000-től az 1. századig. De az itt élő népek már Kr. e. 10000-től számos régészeti maradványt és temetkezési halmot hagytak maguk után.
A legutóbbi jégkorszakban, illetve az utána következő neolitikumban Észak-Afrikának ez az akkor még mediterrán éghajlatú területe valószínűleg aránylag sűrűn lakott, termékeny terület volt (erre utalhat a terület neve is: „a folyók fennsíkja”). Az első ábrázolások i. e. 6-5. évezred táján keletkeztek, és alkotóik egy vadászó életmódot folytató törzsből kerültek ki. Az ásatások vadászeszközöket, cserépmaradványokat tártak fel. A képek a vadászat jeleneteit és a területről rég kihalt állatokat, többek között gazellákat, zsiráfokat ábrázolnak. A nagyméretű képeket porrá tört palából és tojásfehérjéből álló, sárga, barna és különböző árnyalatú vörös festékből készítették.
A második korszakot „kerekfejű”-nek nevezik a feltűnően nagyméretűnek ábrázolt fejek miatt. A fejeket gyakran szarvak illetve tollkorona díszítik. Az i. e. 4000 és i. e. 1500 közötti korszak a szarvasmarha-ábrázolásokról ismeretes. Ezek az állatok az állattenyésztés megjelenését jelzik a hegység területén. A kultikus jelenetek mellett ebben az időszakban már hétköznapi jeleneteket is ábrázoltak igen életszerűen. Az egyiptomi művészet hatása érezhető a következő korszakban készült ábrázolásokon. A képeken olyan tetoválások láthatóak, mint amilyeneket Közép-Afrikában egyes törzsek ma is használnak.[forrás?]
Az ezt követő korszak már a hanyatlás korszaka volt, sziklarajzok egyre elnagyoltabbak, alacsonyabb színvonalúvá váltak. Az éghajlat változása egyre nehezebbé tette a körülményeket, a törzsek elvándoroltak vagy kihaltak, a terület elhagyatott lett. Az utolsó rajzok i. e. 200 körül készültek.
A képeket elfeledték, az arra járó nomádok nem érdeklődtek irántuk. Az értékes leletről csak a múlt század ötvenes éveiben értesült a világ, amikor Henri Lhote közzétette a sziklafestmények és karcolatok képeit, amelyeket évezredeken keresztül megőrzött a száraz sivatagi időjárás. Az alkotások és a körülöttük fekvő Tasszilin-Ádzser Nemzeti Park 1982 óta a világörökség által védett terület.

## Galéria

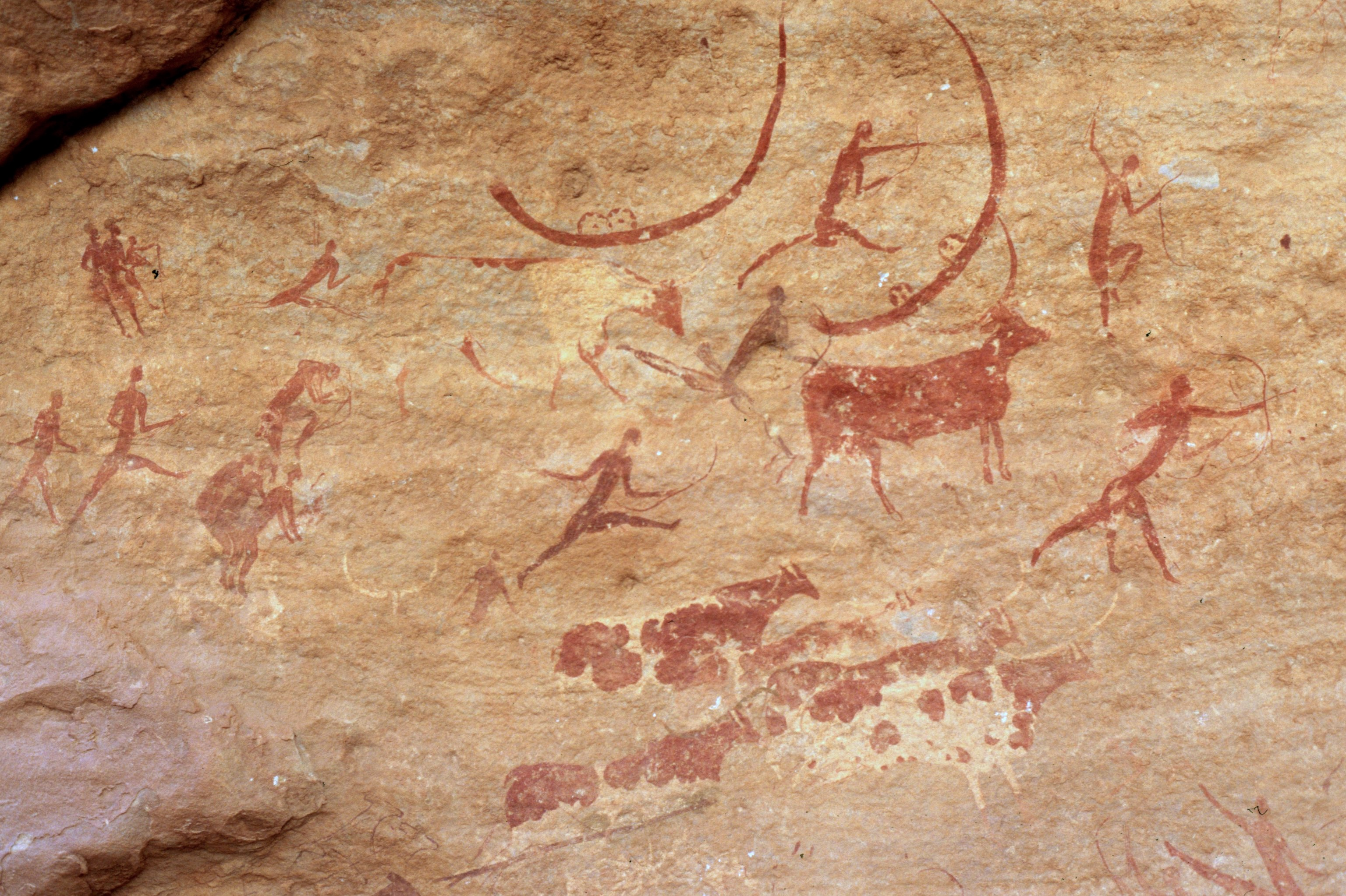
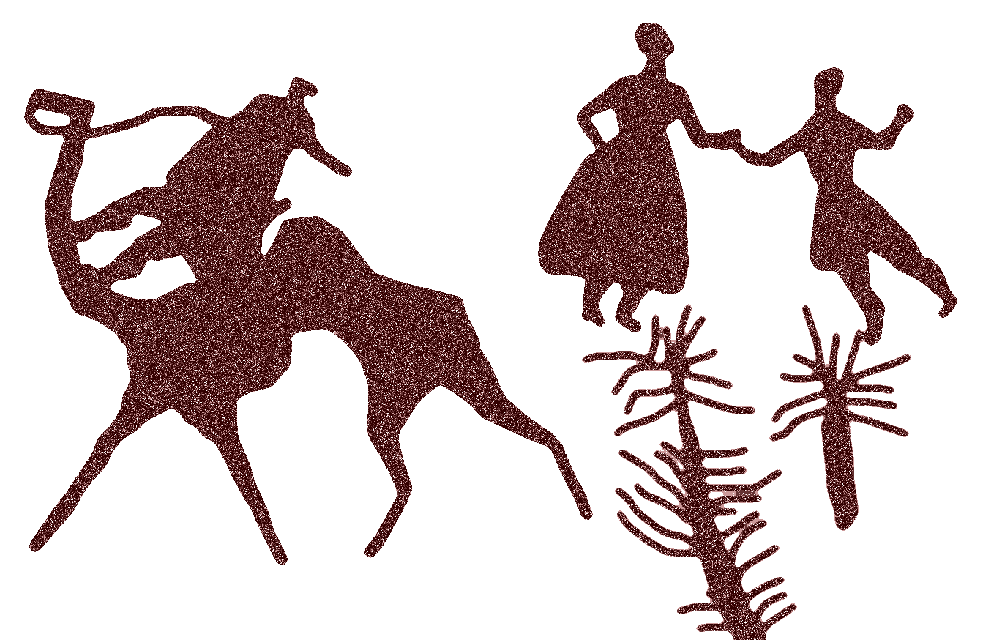
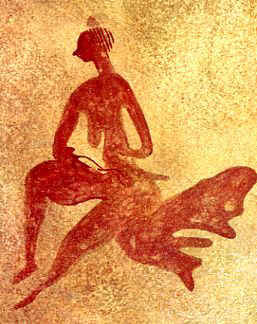
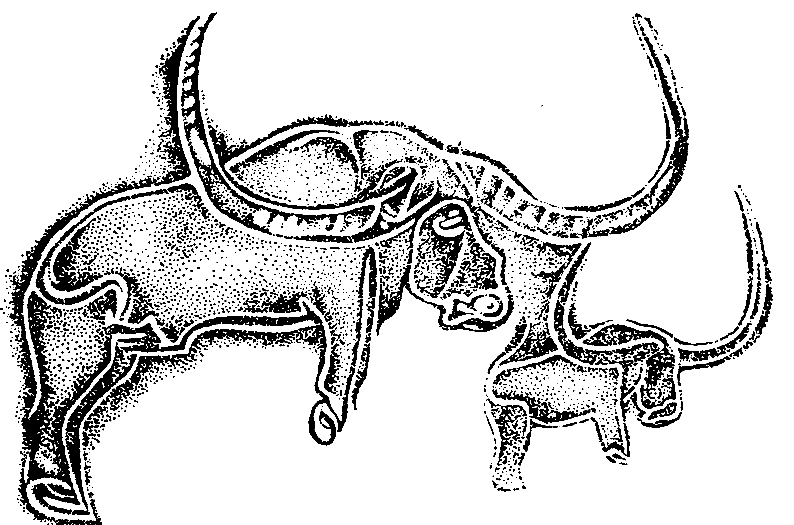
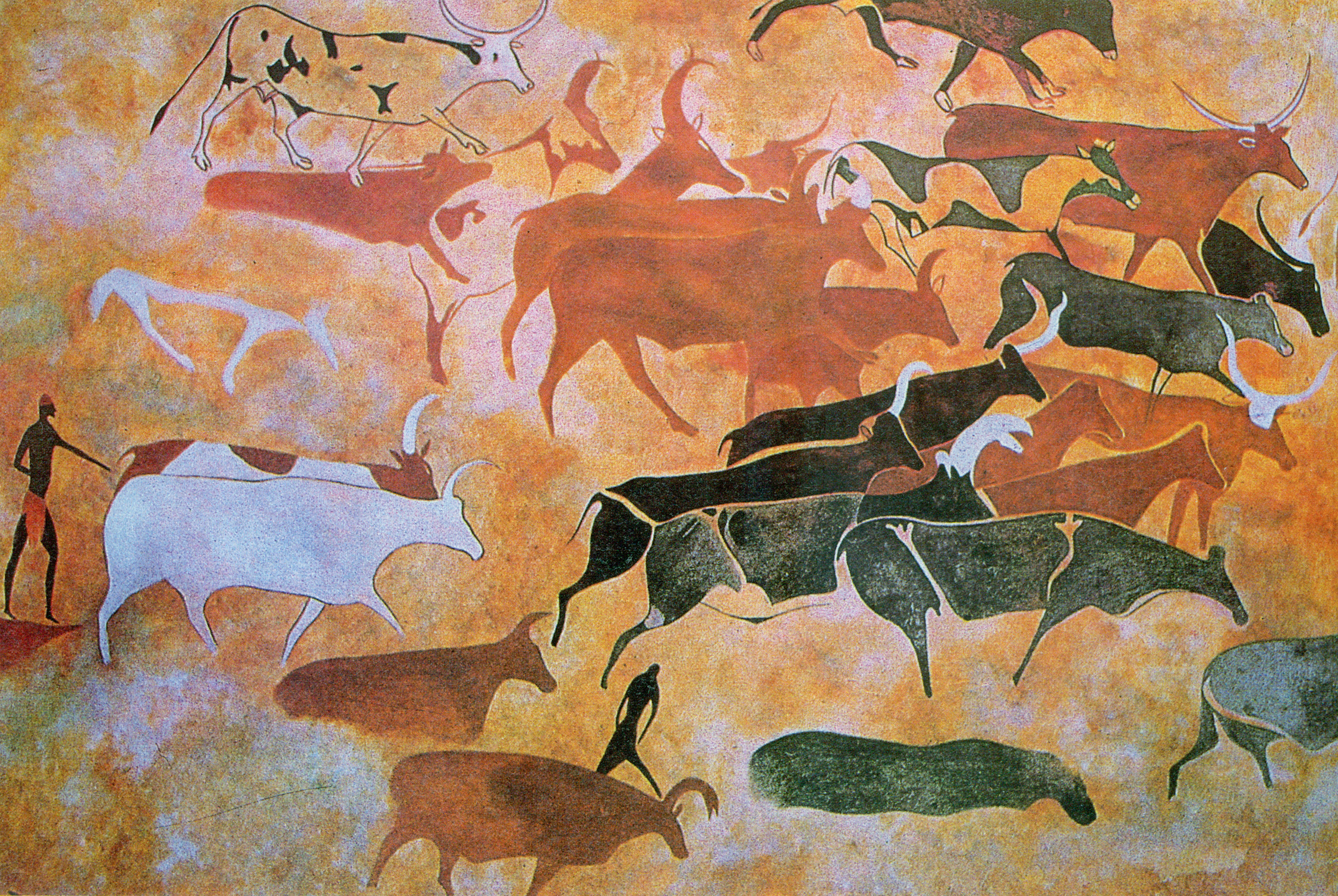
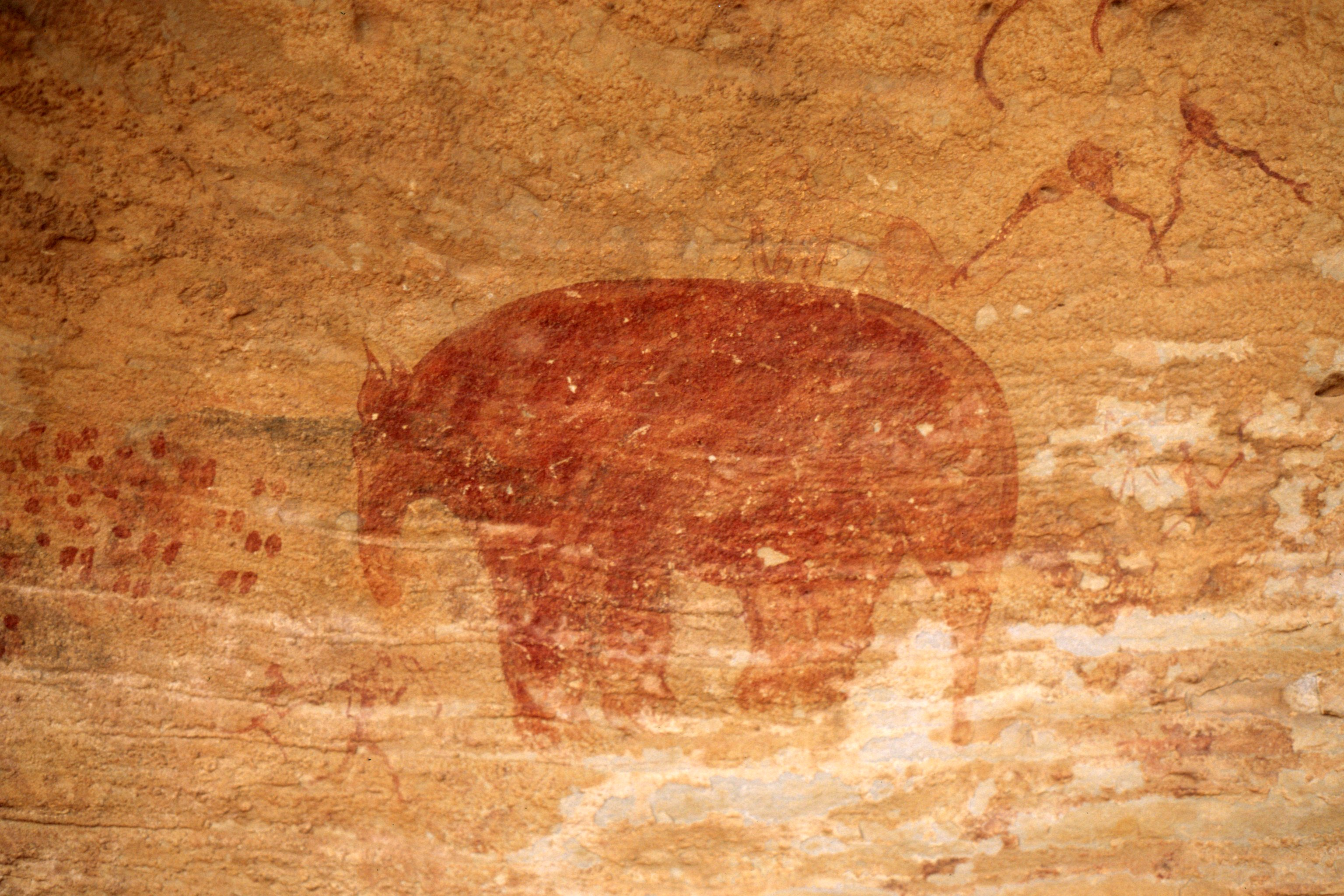
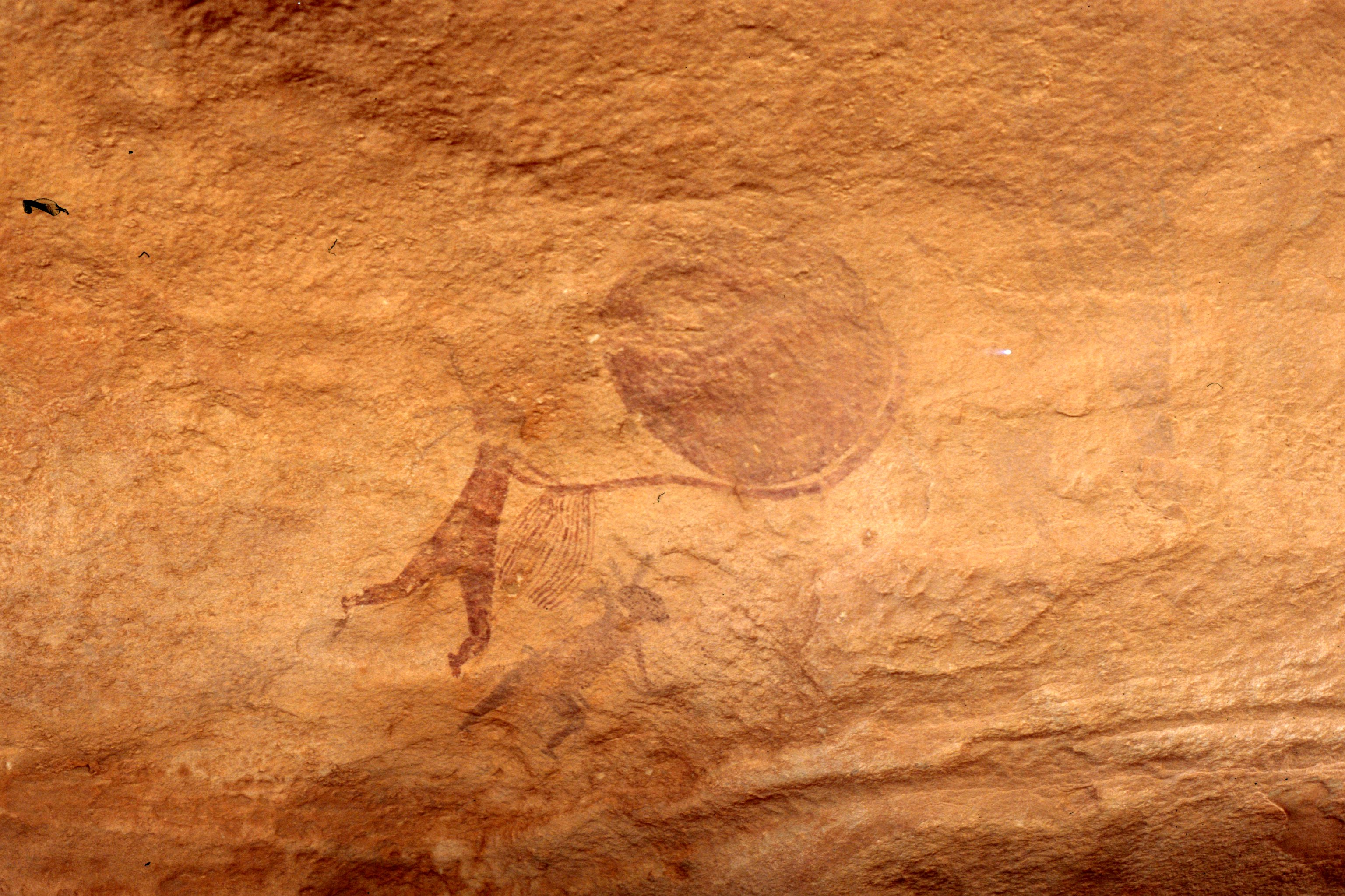

## Külső hivatkozások
- Taszilin-Ádzser az UNESCO világörökség honlapján (angolul)
- Guilain Debossens útleírása és fotói a Tasszilin-Ádzser Nemzeti Parkról (angolul)
- Tassili n'Ajjer National Park Algeria
- Taszilin-Ádzser a viswiki oldalán